# دی‌سولفوریک اسید
دی‌سولفوریک اسید (به انگلیسی: Disulfuric acid) با فرمول شیمیایی H2O7S2 که پیروسولفوریک اسید یا اولئوم اسید نیز نامیده می شود ، یک ترکیب شیمیایی با شناسه پاب‌کم ۶۲۶۸۲ است. دی سولفوریک اسید به عنوان فرآورده واکنش سولفور تری اکسید (SO3)  و سولفوریک اسید (H2SO4) ، با نسبت های مولی 1 به 1 شناخته شده است و اکسندگی و آب زدایی قوی تری نسبت به سولفوریک اسید دارد. 
دی سولفوریک اسید فرآورده واکنش سولفور تری اکسید (SO3)  و سولفوریک اسید (H2SO4) با نسبتهای مولی 1 به 1 می باشد :
H2SO4 + SO3 → H2O7S2